# Englewood (Colorado)
Englewood é uma cidade localizada no estado americano de Colorado, no Condado de Arapahoe.

## Demografia
Segundo o censo americano de 2000, a sua população era de 31.727 habitantes.
Em 2006, foi estimada uma população de 32.286, um aumento de 559 (1.8%).

## Geografia
De acordo com o United States Census Bureau tem uma área de 17,1 km², dos quais 17,0 km² cobertos por terra e 0,1 km² cobertos por água. Englewood localiza-se a aproximadamente 1637 m acima do nível do mar.

## Localidades na vizinhança
O diagrama seguinte representa as localidades num raio de 8 km ao redor de Englewood.